# 凯尔西地区蒙泰居
凯尔西地区蒙泰居（法語：Montaigu-de-Quercy，法語發音：[mɔ̃tɛɡy də kɛʁsi]），或纯音译作蒙泰居德凯尔西，是法国奧克西塔尼大區塔恩-加龙省的一个市镇，属于卡斯泰尔萨拉桑区。

## 地理
凯尔西地区蒙泰居（44°20'25"N, 1°1'5"E）面积76.44 平方千米，位于法国奧克西塔尼大區塔恩-加龙省，该省份为法国西南部内陆省份，北起顺时针与洛特省、阿韦龙省、塔恩省、上加龙省、热尔省和洛特-加龙省接壤。
与凯尔西地区蒙泰居接壤的市镇（或旧市镇、城区）包括：白色凯尔西地区蒙屈克、昂泰、库尔比亚克、图尔农达日奈、贝尔韦兹、拉库、洛泽特、罗克科尔、图法耶、波特迪凯尔西。

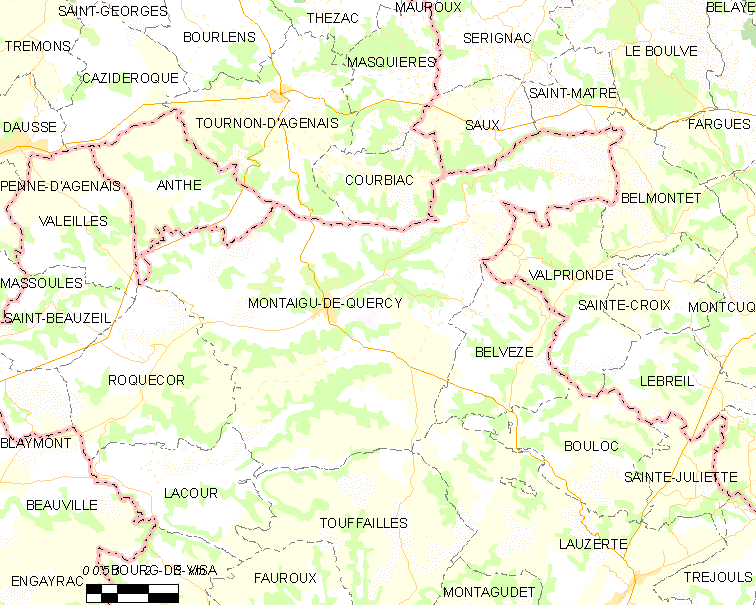
凯尔西地区蒙泰居的OSM定位图

凯尔西地区蒙泰居的时区为UTC+01:00、UTC+02:00（夏令时）。

## 行政
凯尔西地区蒙泰居的邮政编码为82150，INSEE市镇编码为82117。

## 政治
凯尔西地区蒙泰居所属的省级选区为塞尔地区-南凯尔西县。

## 人口

1962-2008年间凯尔西地区蒙泰居人口变化图示

凯尔西地区蒙泰居于2022年1月1日时的人口数量为1295人。